# Polydontomyia
Polydontomyia is een vliegengeslacht uit de familie van de zweefvliegen (Syrphidae).

## Soorten
- P. curvipes (Wiedemann, 1830)